# Senna dardanoi
Senna dardanoi är en ärtväxtart som beskrevs av Alf.Fern. och P.Bezerra. Senna dardanoi ingår i släktet sennor, och familjen ärtväxter. Inga underarter finns listade i Catalogue of Life.